# Feketésvörös galambgomba
A feketésvörös galambgomba (Russula undulata) az Agaricomycetes osztályának galambgomba-alkatúak (Russulales) rendjébe, ezen belül a galambgombafélék (Russulaceae) családjába tartozó, Eurázsiában és Észak-Amerikában honos, savanyú talajú erdőkben élő, nem ehető gombafaj.

## Megjelenése
A feketésvörös galambgomba kalapja 5-12 cm széles, alakja fiatalon domború, majd kiterül, közepe kissé bemélyedő lesz. Színe sötét bíborvörös, vöröses, rózsás árnyalatú, gyakran okkerfoltos, ritkábban lilásvöröses, olívzöldes; a közepe feketés, széle világosabb. Felülete szárazon fénylő, nedvesen tapadós, nyálkás.
Húsa kemény, merev, pattanva törő; fehér színű, a tönk idősebb korban vagy nedvesen szürkül. Enyhén almaszagú, íze közepesen vagy enyhén csípős. 
Sűrűn álló, vékony lemezei tönkhöz nőttek. Színük fehér.
Tönkje 4-8 cm magas és 1-2 cm vastag. Alakja hengeres, színe fehéres, gyakran rozsdafoltos. Felülete kissé ráncolt.
Spórapora fehér. Spórája elliptikus, felszíne hálózatosan tüskés, mérete 7-9 x 6-7 µm.

### Hasonló fajok
Összetéveszthető az élénkpiros kalapú, puha húsú, mérgező hánytató galambgombával, a szintén piros, de keményhúsú, matt kalapú, kesernyés ízű, nem ehető piros galambgombával, a heringszagú, piros tönkű, megvágva színeződő húsú, ehető barnulóhúsú galambgombával vagy az ehető vöröstönkű galambgombával.

## Elterjedése és termőhelye
Eurázsiában és Észak-Amerikában honos. Magyarországon gyakori.  
Lombos- és fenyőerdőkben él, főleg savanyú talajon. Júliustól novemberig terem. 
A kevésbé csípős példányok elvben jól megfőzve ehetők, de fogyasztása nem ajánlott.

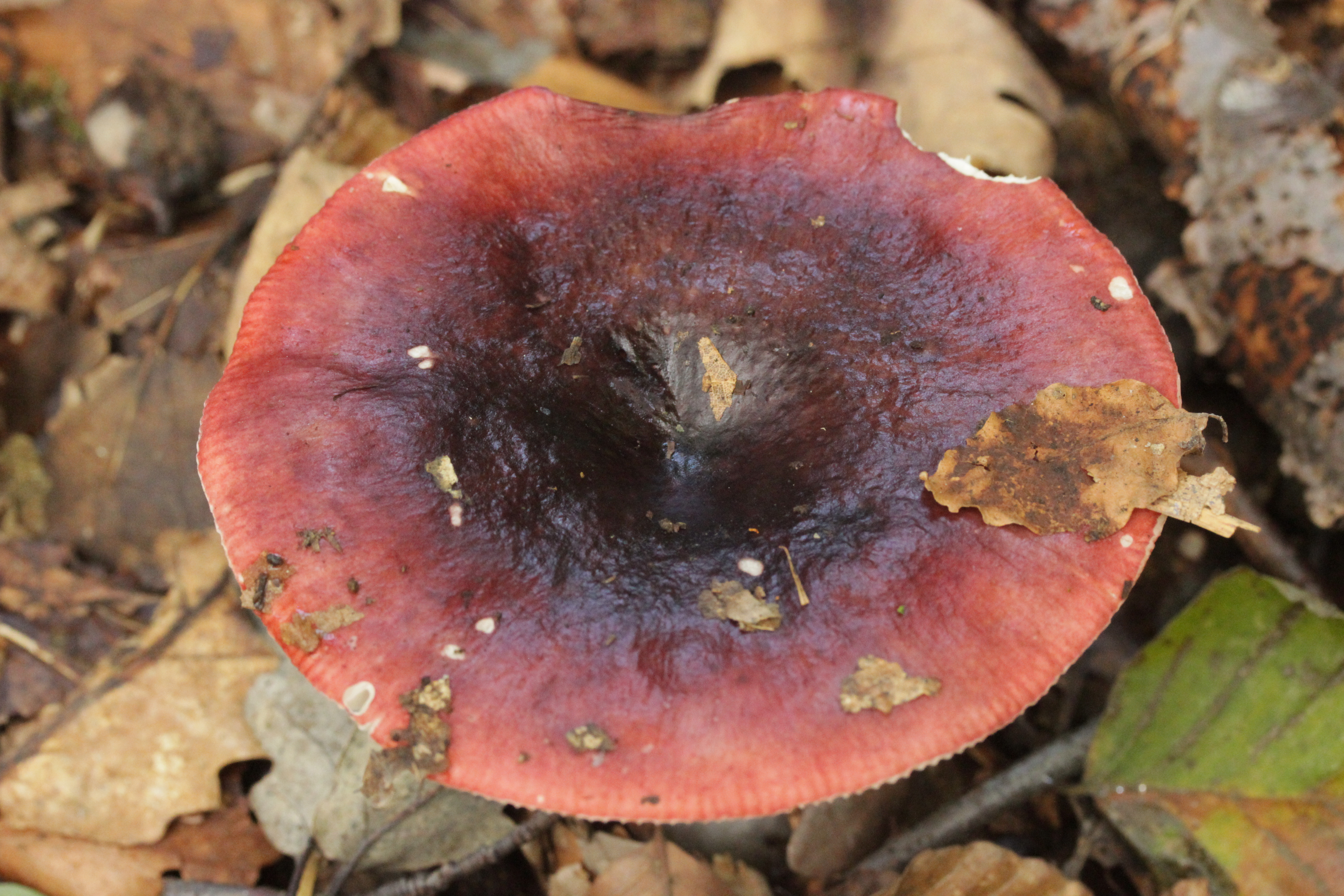
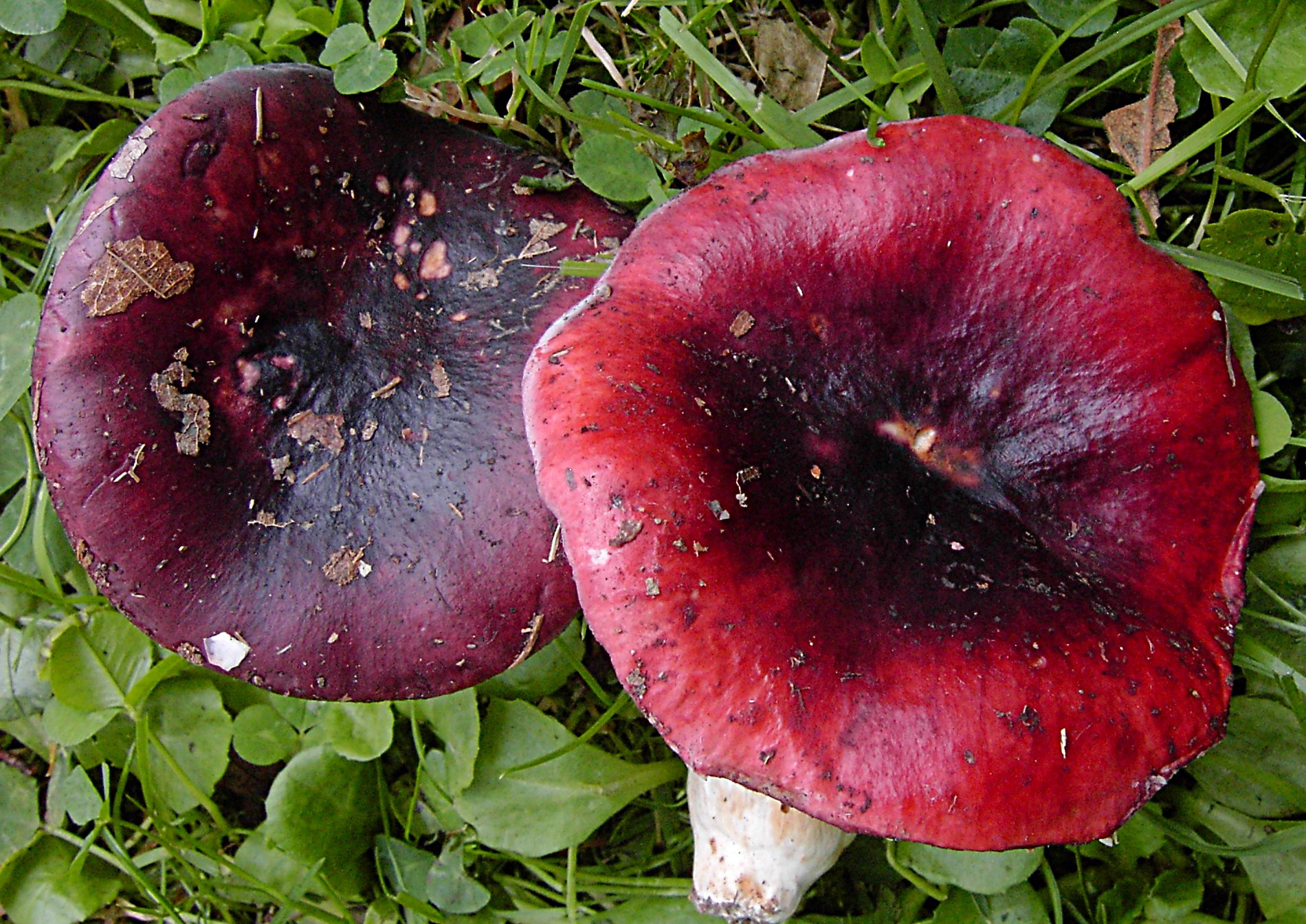
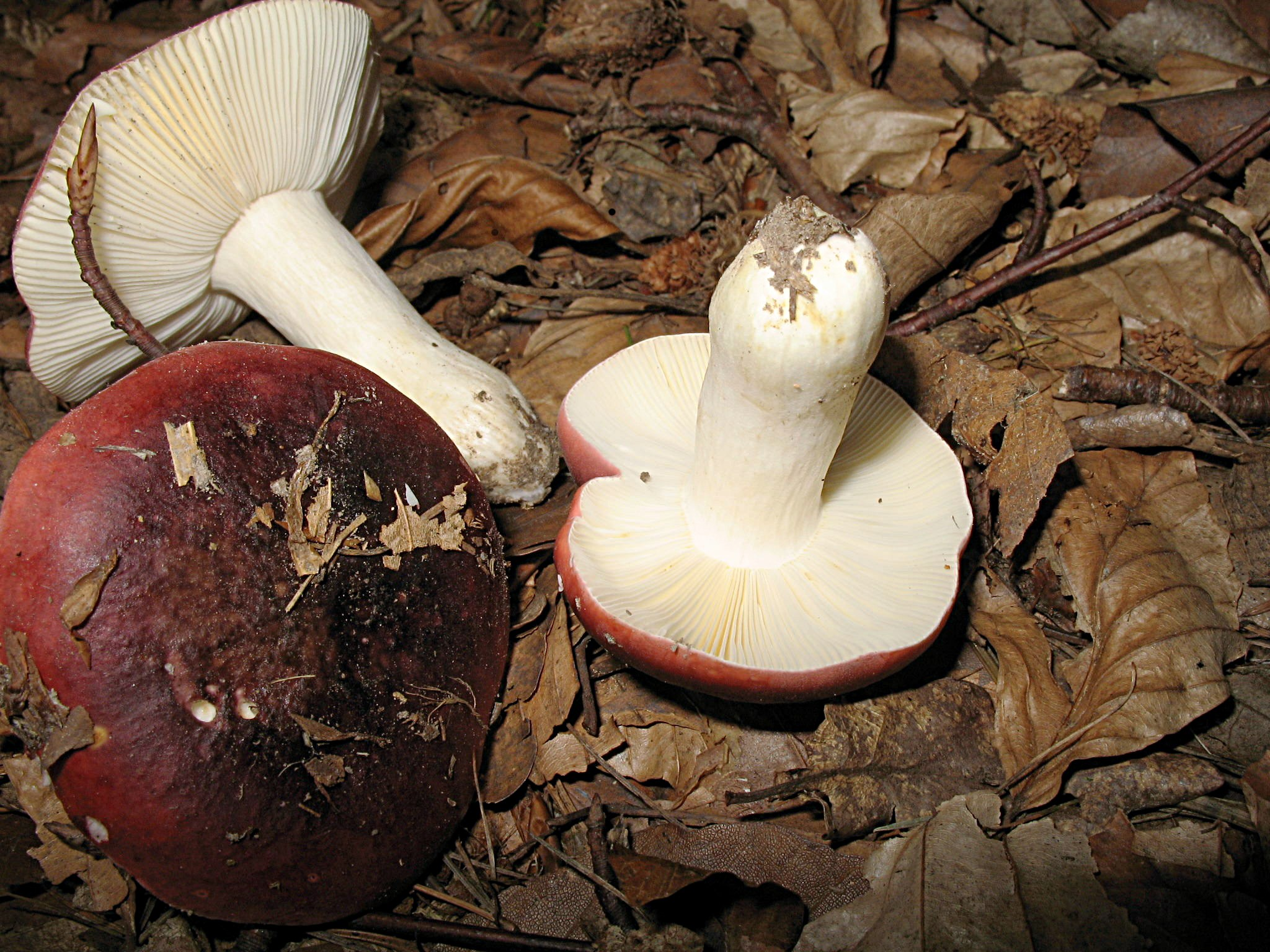
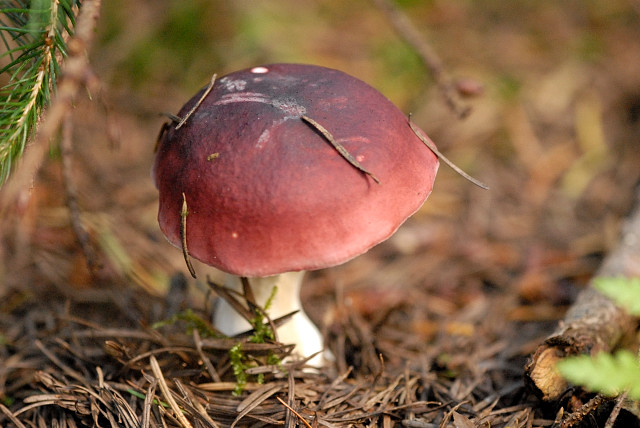
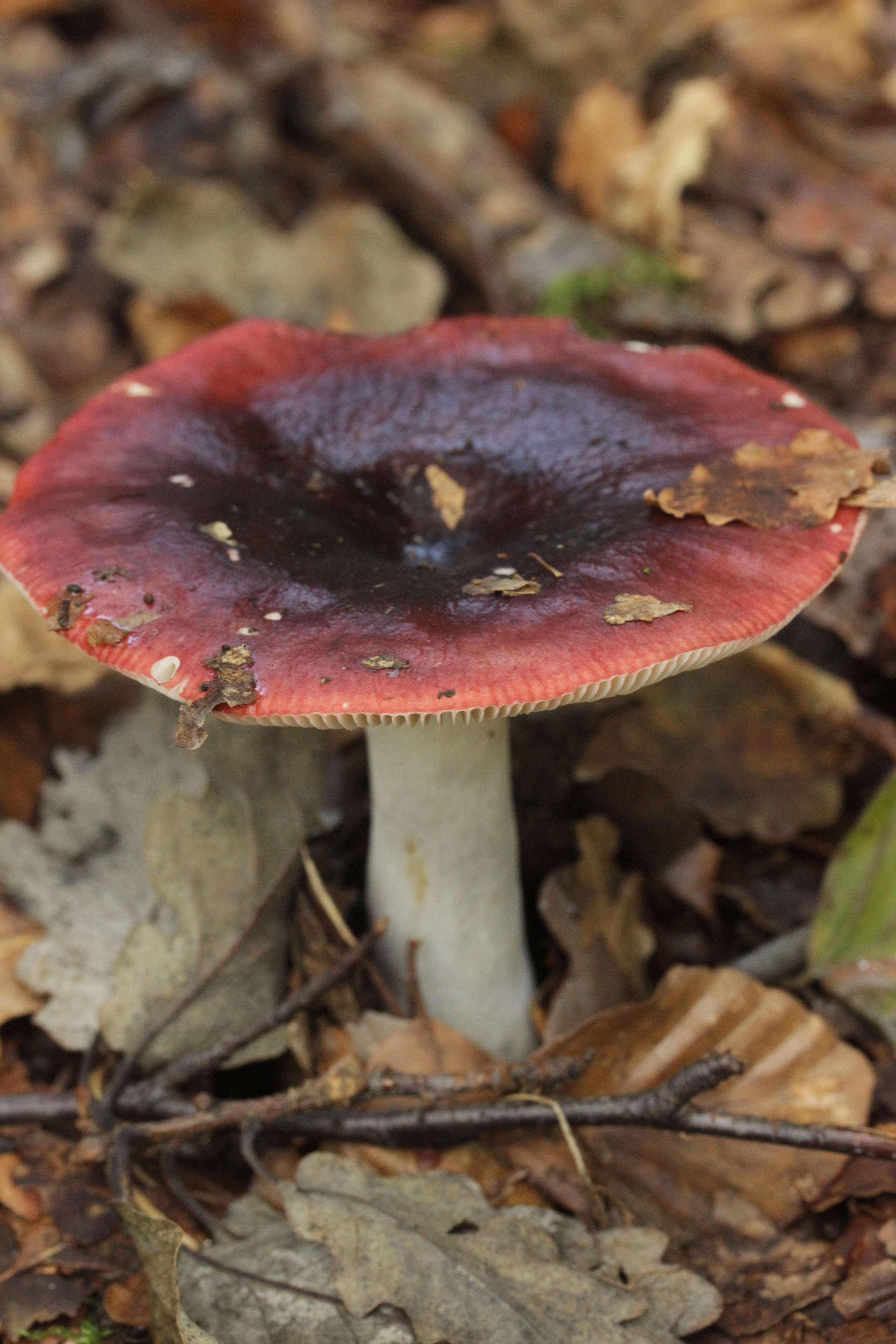